# Neckera submacrocarpa
Neckera submacrocarpa är en bladmossart som beskrevs av Hugh Neville Dixon 1920. Neckera submacrocarpa ingår i släktet fjädermossor, och familjen Neckeraceae. Inga underarter finns listade i Catalogue of Life.